# Konevo (distrikt i Kărdzjali)
Konevo (bulgariska: Конево) är ett distrikt i Bulgarien.   Det ligger i kommunen Obsjtina Kărdzjali och regionen Kărdzjali, i den södra delen av landet, 220 km sydost om huvudstaden Sofia.